# Wirasana
Wirasana is een bestuurslaag in het regentschap Purbalingga van de provincie Midden-Java, Indonesië. Wirasana telt 6653 inwoners (volkstelling 2010).